# Розтоки Горішні
Розтоки Горішні — село на прадавній етнічній український території. Зараз в ґмині Тісна, Ліського повіту Підкарпатського воєводства на південному сході Польщі. Розташоване в Бескидах, на південь від Тісної, 7,5 км від с. Майдан. Через село протікає потік Розточка.

## Історія
Вперше згадується в документі 1568 р., як власність Миколи Циковського (Mikołaj Cikowski). В 1665 р. була знищена угорським військом Jerzy II Rakoczy.
На 1787 р. австрійські кадастрові записи інформують про наступні прізвища жителів села: Бабин (Babin), Береговський (Berehovs'kyj), Валовчук (Valovchyk), Васич (Vasych), Гарлик (Harlyk), Гериш (Gerysh), Горлик (Horlyk), Дункаль (Dunkal'), Квилик (Kvylyk), Махнович (Makhnovych), Мацинський (Matsyns'kyj) (4 родини), Сиванич (Syvanych), Томан (Toman), В селі не було власної церкви, прихід в с. Зубряче.
Вірні:
1859 — 82 греко-католика,
1879 — 82 греко-католика,
1899–114 греко-католиків,
1936 — 85 греко-католиків.
З 2-ї пол. 18 ст. до 1918 року — в складі Австро-Угорщини.
З листопада 1918 по січень 1919 р. тут існувала Команчанська Республіка.
В період 1945–1946 рр. в цьому районі тривала боротьба між підрозділами УПА та польськими й радянським військами. Українське населення було насильно переселене на територію СРСР в 1946 році. Родини, яким вдалось уникнути переселення в 1947 році під час Операції Вісла були перевезені на територію північної Польщі.
На сьогодні, відомий туристичний пункт.